# George Wilkinson
George Wilkinson (* 3. März 1879 in Gorton, England; † 7. August 1946 in Hyde, England) war ein britischer Wasserballspieler.
Wilkinson spielte bis 1899 als Amateur in Manchester, wurde aber im Jahr darauf vom Manchester Osborne Swim Club aufgenommen. Nach dem Gewinn der Amateurmeisterschaften 1901 wechselte er im Jahr darauf zum Hyde Seal SC, wo er die nächsten 22 Jahre spielte und die Mannschaft zu neuen Meisterschaften und dem Gewinn der Weltmeisterschaft 1904 in Paris verhalf. Er gewann die olympischen Wasserballturniere 1908 und 1912, bei denen er die Mannschaft als Kapitän anführte. Bei den Olympischen Spielen 1920 und 1924 nahm er noch als Reservist teil.
Seit seiner Kindheit war Wilkinson ein begeisterter Schwimmer und bereits als 17-Jähriger wurde er 1896 Dritter im 500-Yards-Schwimmen der Weltmeisterschaft. Wilkinson gilt aufgrund seiner zahlreichen Tore und seiner Wurftechniken als der erste große Star des Wasserballs. Nach seiner Karriere betrieb er für viele Jahre das Wheatsheaf Hotel in Hyde.